# Atheta floresensis
Atheta floresensis é um Arthropoda, da classe Insecta, ordem Coleoptera e família Staphylinidae, e está em estado crítico de perigo segundo a Lista Vermelha de Espécies Ameaçadas da União Internacional Para a Conservação da Natureza e dos Recursos Naturais (IUCN).

## Distribuição geográfica
Ocorre unicamente em Portugal, mais especificamente, na ilha das Flores, em Açores. A extensão de ocorrência (EOO) é de 8 km² e a área máxima de ocupação (AOO) é de 8 km² .

## Perda de habitat
Esta espécie ocorre num pequeno fragmento de vegetação altamente modificada na ilha das Flores. A espécie continua em declínio devido à destruição da floresta nativa, plantas invasoras e modificação do habitat. As causas reversíveis e flutuações extremas para o seu declínio não cessaram. 
Entre 1940 e 1950 ocorreram grandes mudanças no uso da terra na ilha. Nos últimos 10 anos, as plantas invasoras, nomeadamente Pittosporum undulatum e Hedychium gardnerianum, estão a espalhar-se e a alterar a estrutura do habitat, nomeadamente diminuindo a cobertura de briófitos e fetos com impactos nas espécies.
O habitat diminuirá ainda mais como consequência das mudanças climáticas (aumento do número de secas e mudança e alteração do habitat).

## Ecologia
O tamanho varia de 0,26-0,33 cm, tendo a duração da geração de 1 ano. Adultos e larvas são predadores noturnos e foram encontrados em detritos úmidos e musgos próximos à margem de um pequeno rio. Esta é uma espécie univoltina .

## Conservação da espécie
A espécie não é protegida por lei regional. Seu habitat está em uma área degradada que deve ser restaurada e uma estratégia precisa ser desenvolvida para enfrentar a ameaça futura das mudanças climáticas. É necessário um plano de monitoramento da comunidade de invertebrados no habitat a fim de contribuir para a conservação desta espécie. É necessário um plano de gestão do habitat e prevê-se que seja desenvolvido nos próximos anos.